# Jacques Raillon
Jacques Raillon (Bourgoin (Dauphiné), 17 juillet 1762 – Hyères (Var), 13 février 1835), est un prélat français des XVIIIe et XIXe siècles.
Nommé, par décret impérial du 21 octobre 1810, évêque d'Orléans, Raillon ne reçut pas ses bulles : néanmoins Napoléon Ier, ne voulant pas en avoir le démenti, le créa baron de l'Empire le 23 décembre 1810. Préconisé évêque de Dijon le 28 septembre 1829, il ne reçut la consécration épiscopale que le 15 novembre 1829 ; transféré à l'archevêché d'Aix le 24 février 1832, il décéda à Hyères le 13 février 1835. Il avait la rosette de la Légion d'honneur.

## Biographie
Jacques Raillon, fils de Pierre Raillon, marchand, et de Marie Pollosson, naquit, le 17 juillet 1762, à Bourgoin, petite ville du Dauphiné, aujourd'hui département de l'Isère.
Par son père, Pierre Raillon, il descendait d'une famille protestante de Chabeuil (Drôme), qui fut ruinée par la révocation de l'édit de Nantes, et forcée de s'expatrier. Son arrière-grand-père avait été le premier magistrat de Chabeuil. Par sa mère, il appartenait à une famille de Bourgoin, qui tenait héréditairement l'intendance du château de Maubec pour les princes de la maison de Lorraine.
Il étudia d'abord à Bourgoin, où se trouvait un petit collège. Certains biographes ont avancé qu'il avait terminé ses classes à Lyon, chez les Jésuites, ce qui ne peut être possible : la Compagnie de Jésus avait été supprimée en France l'année même où M. Raillon était venu au monde.
Il reçut de bonne heure la tonsure des mains de Lefranc de Pompignan, archevêque de Vienne, qui lui avait aussi donné la confirmation ; mais il ne resta point dans ce diocèse.

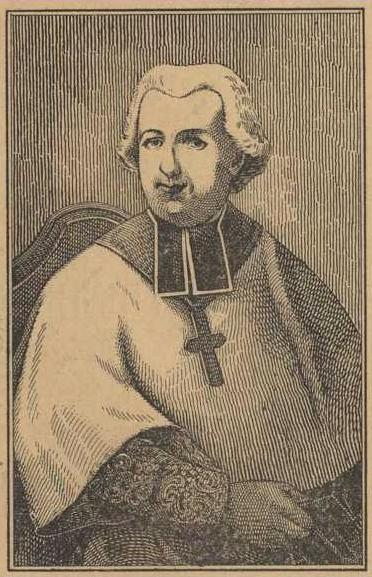
Mercy (1736–1811), évêque de Luçon.

Mercy, évêque de Luçon, son compatriote et ami de sa famille, l'attira auprès de lui. L'abbé de Fresne, abbé commendataire de Fontenelle , en ce diocèse, et vicaire général de ce prélat, dirigea, dans la carrière ecclésiastique, les pas du jeune Raillon, qui entra au grand séminaire en 1779, et fit avec succès sa théologie.
Une fois ses études terminées, comme il était loin d'avoir l'âge requis pour être admis dans les ordres sacrés, Mercy lui confia la chaire de rhétorique au petit séminaire. Il l'occupa plusieurs années, montrant dès lors ce goût de la bonne littérature dont il a fait preuve dans ses écrits.

### Curé de Montaigu
Aussitôt qu'il eut été ordonné prêtre, l'abbé Raillon fut nommé à la cure de Montaigu (Vendée), paroisse importante et religieuse, « et tous ses paroissiens, depuis les vieillards jusqu'aux plus petits enfants, le chérirent bientôt comme un ami et un père ». La porte du presbytère était constamment ouverte pour les pauvres : ceux qui avaient besoin de conseils ne cherchaient point des procureurs  et des officiers de justice ; on n'avait affaire qu'à M. le curé, nul en effet ne pensait être plus savant que lui.
La Révolution française chassa le pasteur de sa cure, car il répugna à prêter serment à la constitution civile du clergé. Après avoir essayé pendant quelque temps de rester dans sa paroisse, il fut obligé de l'abandonner : un curé « intrus » (assermenté) l'avait remplacé au presbytère. Diverses circonstances le forcèrent de se retirer à Paris, où son évêque, Mercy, l'avait déjà devancé. Il y prit la défense des prêtres insermentés dans une brochure écrite « avec autant de pureté de principes que de modération », et intitulée : Appel au peuple catholique, vol. in-8°, 1791. Il était sur le point de publier un autre écrit, traitant aussi des droits de l'Église, mais contraint par la gravité des événements, de quitter la capitale et de s'expatrier, il en perdit le manuscrit pendant son émigration.
L'abbé Raillon alla rejoindre d'abord Mercy, à Soleure, puis, à l'aide de quelques ressources que lui firent passer quelques-uns de ses paroissiens de Montaigu, il put se retirer à Venise (république de Venise), où il résida pendant dix années, tandis que Mercy se fixa à Florence (grand-duché de Toscane).

### Venise et Paris
Il parlait avec intérêt de Venise et des relations qu'il y avait eues avec des littérateurs et d'autres hommes distingués. Lui-même cultivait la littérature, et c'est en cette ville qu'il composa un recueil d'idylles pastorales, à la manière de Gessner. Il le publia plus tard sous le titre Idylles, vol. in-8°, 1803, avec une épître dédicatoire au citoyen Cambacérès, second consul de la République, et son épigraphe, « Ruris amor, reverentia justi », annonçait parfaitement l'intention qui avait inspiré ces poésies. « L'élégance et la facilité du style, et surtout l'excellence de la morale », firent adopter plus tard ce recueil pour les bibliothèques des lycées de France. L'abbé Raillon composa encore, pendant son séjour en Italie, divers autres ouvrages littéraires, notamment un poème en prose, intitulé le Temple de l'amitié, et leur succès lui procura des moyens d'existence jusqu'à l'époque de sa rentrée en France, presque immédiatement après la conclusion du Concordat de 1801.

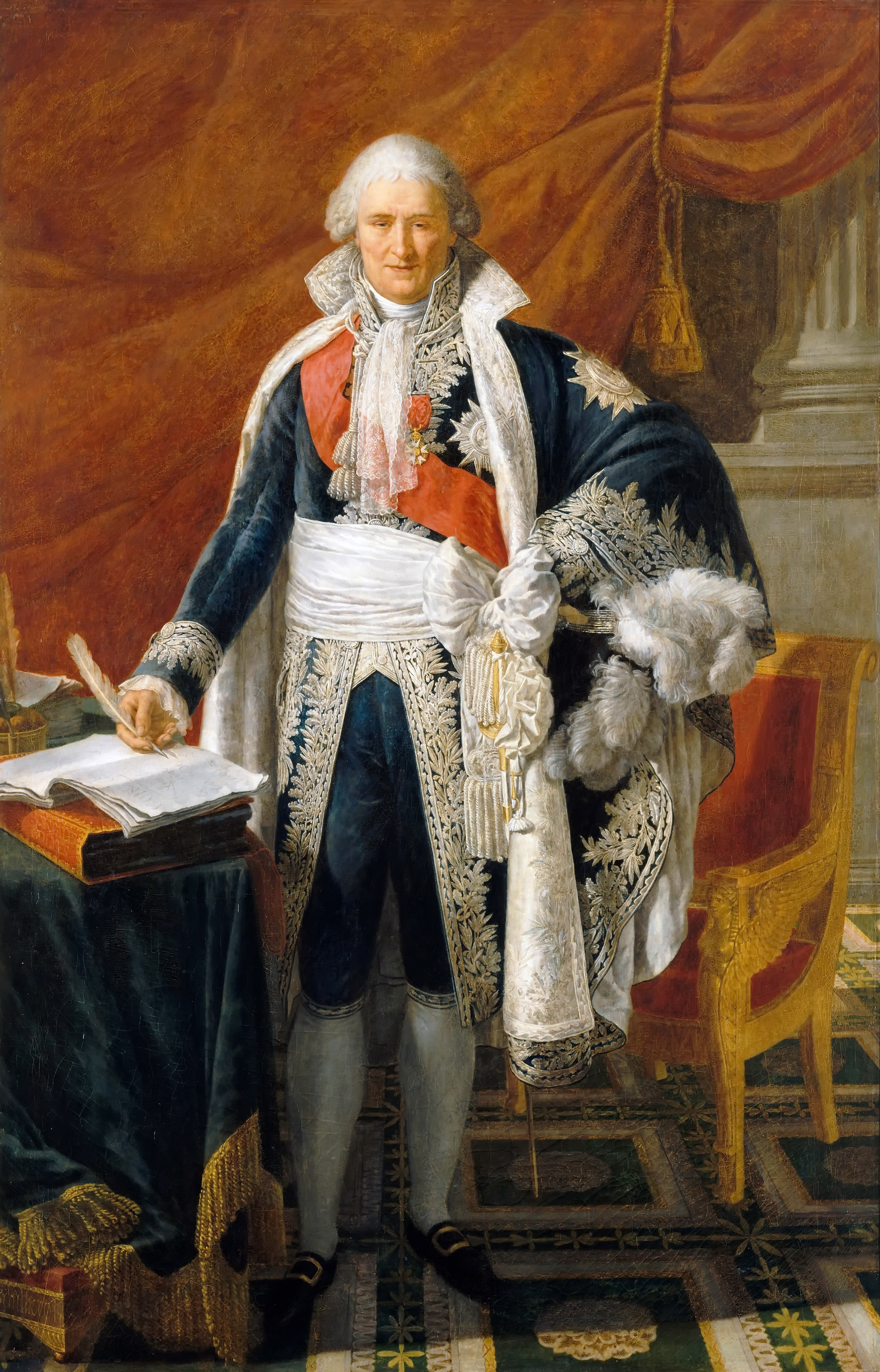
L'abbé Raillon devint précepteur du fils de comte Jean-Étienne-Marie Portalis, ministre des cultes.

Nommé à cette époque, à l'archevêché de Bourges, Mercy se proposait d'attacher l'abbé Raillon à son diocèse comme grand-vicaire, et en quelque sorte comme coadjuteur officieux, mais Jean-Étienne-Marie Portalis, chargé de la direction des cultes, pria ce prélat de le lui céder pour faire l'éducation de son fils Marius. Mercy vit, dans cette proposition, le gage d'un avenir brillant pour l'abbé Raillon ; et l'Église lui paraissait même devoir en obtenir de grands avantages ; aussi acquiesça-t-il aux désirs de M. Portalis.
En 1803, le cardinal de Belloy, archevêque de Paris, le nomma chanoine honoraire de Notre-Dame, et, en 1806, le pourvut d'un canonicat titulaire.
Lorsqu'en 1808, un décret impérial organisa la Faculté de théologie de Paris, il fut nommé professeur suppléant de la chaire d'éloquence sacrée, dont le professeur titulaire devait être l'abbé Gallard, docteur de Sorbonne, oncle de Gallard, mort en 1839, archevêque d'Anazarbe et coadjuteur de Reims. Cet ecclésiastique ayant refusé, Raillon devint professeur titulaire. Il jouissait, de plus, d'une pension de 3 000 francs qui lui avait été donnée par Antoine Français de Nantes, directeur général des droits-réunis. C'était une sinécure, et Français de Nantes gratifiait plusieurs gens de lettres de semblables faveurs.
En 1809, l'abbé Raillon prononça successivement quelques discours dans des cérémonies d'apparat; l'oraison funèbre du comte Fleuriau ; celle du maréchal Lannes, tué à Essling, le 31 mai de cette année ; un petit discours aux obsèques du comte Crétet de Champmol, ministre de l'Intérieur, qui était mort « très chrétiennement » ; et le 15 août, le discours pour la solennité de l'anniversaire de la naissance de Napoléon, en présence du prince archi-chancelier de l'Empire (Cambacérès). Ces discours avaient mis l'orateur en évidence.

### Nommé évêque d'Orléans
La mort de Claude-Louis Rousseau ayant laissé vacant le siège épiscopal d'Orléans, l'abbé Raillon, par un décret impérial du 21 octobre 1810, fut appelé à lui succéder. Peut-être dans les circonstances où se trouvait alors l'Église, une prudence même seulement humaine eût-elle conseillé de refuser. M. Raillon allait abandonner une existence fort agréable à Paris, et trois places pour un poste qui n'était pas sans péril : car les circonstances ne permettaient guère d'espérer qu'il obtint ses bulles : le pape était prisonnier à Savone, et les cardinaux dispersés et en exil. Cependant Raillon se rendit à Orléans.
Les abbés Borros de Gamanson et Mérault, vicaires généraux officiels, ainsi que de Blanbisson, Demadières, Métivier, Barbazan, Fauvel et Jourdan, vicaires généraux nommés par le chapitre, adressèrent aux fidèles du diocèse d'Orléans, le 10 décembre 1810, une lettre circulaire qui eut, par la suite toute son importance, par laquelle ils reconnaissaient la nomination de l'évêque.

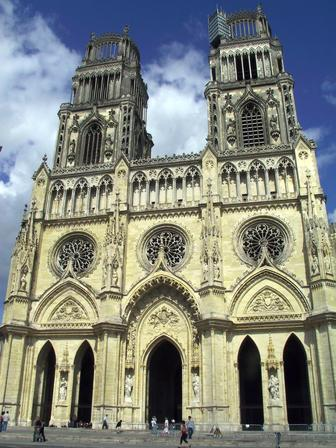
La cathédrale Sainte-Croix d'Orléans, siège du diocèse d'Orléans.

L'entrée de Raillon dans le diocèse d'Orléans fut « universellement bénie », et son administration dans laquelle il fut dignement secondé par Mérault, supérieur du séminaire et vicaire général, ne souffrit aucune difficulté jusqu'aux premiers mois de la Restauration française.
Dès le début, il fit voir « combien son âme était douce, quelle prudence et quelle charité paternelles régleraient son administration ; il fut souverainement et selon son habitude, estimé, respecté, vénéré, aimé », et aucune voix discordante ne vint se mêler aux hommages qui l'environnaient. Nulle réclamation ne s'éleva contre la validité ou même la licité de ses actes.
Raillon assista au concile national de 1811, comme les autres évêques nommés, et ne s'y fit point remarquer. Le 24 mars de cette année, il avait publié un mandement, ordonnant qu'un « Te Deum » serait chanté en actions de grâces de la naissance du Prince impérial ; par un autre mandement, il célébra le nouveau Concordat de Fontainebleau, le 25 janvier 1813, et un an après, le 18 janvier 1814, il réclamait les prières des fidèles pour la prospérité et le succès des armes de la France, dans la campagne entreprise sur le territoire même de l'Empire.
Le 20 mai 1814, parut un nouveau mandement portant que le « Te Deum », sera chanté en actions de grâces pour l'heureuse arrivée de Louis XVIII, dans la capitale de ses États. Tous ces mandements portaient la seule signature J. Raillon. Mais le 24 mai de cette dernière année, une lettre enjoignant aux curés de célébrer un service solennel pour Louis XVI, Louis XVII, la reine Marie-Antoinette et Madame Elisabeth, est signée Raillon, vicaire général capitulaire, etc., le siège vacant. Enfin Raillon publia le 5 juillet suivant, un mandement pour la paix conclue le 30 mai, entre le roi Louis XVIII et les souverains coalisés.
Déjà, à cette époque et bien que l'évêque nommé d'Orléans eût protesté de sa soumission au nouvel ordre de choses, une opposition assez vive s'était manifestée contre lui, et un certain nombre de membres du clergé du diocèse pensèrent que le prélat devait renoncer à sa nomination. Il parut sur ce sujet une lettre des chanoines honoraires résidant à Blois. Une réunion de plus de quarante ecclésiastiques eut lieu à Orléans, le 25 juillet 1814, et voici les conclusions qui y furent prises, et qu'on présenta à Raillon et aux vicaires généraux :

« Les ecclésiastiques, chanoines, curés et vicaires soussignés, considérant qu'ils ont en vain manifesté jusqu'ici de vive voix les doutes que l'on peut former sur la validité des pouvoirs donnés à M. Raillon, nommé à l'évêché d'Orléans, et que ces doutes prennent chaque jour un caractère grave, se sont déterminés à exprimer leurs vœux par écrit.
Au nom de la religion et de la paix toujours précieuses à l'Église d'Orléans, ils conjurent M. Raillon de s'abstenir désormais de tout acte de juridiction, et le prient de laisser à MM. les vicaires généraux le soin de signer tous les pouvoirs et dispenses pour le gouvernement du diocèse. »

 Le chapitre ne prit aucune part à cette démarche, et quatre jours après, après s'être réuni chez M. Barbazan, curé de Saint-Paul, les vicaires généraux répondirent par une délibération où ils défendaient la validité du pouvoir de leur évêque.
L'abbé de Montesquiou, ministre de l'Intérieur, dans les attributions duquel les cultes se trouvaient alors, approuva cette délibération, et reconnut Raillon, en qualité de principal vicaire général d'Orléans, et c'est avec lui seul qu'il continua de correspondre pour toutes les affaires du diocèse. Il parut alors quelques écrits contre l'administration de Raillon.
Enfin, après de longues controverses, Mérault et Demadières, vicaires généraux, firent une concession au clergé et arrêtèrent que, pour tranquilliser les consciences, un d'eux joindrait toujours sa signature à celle de Raillon, qui ne prendrait plus que le titre de vicaire général. Malgré quelques petites persécutions et tracasseries mesquines qu'eut à subir alors Raillon, qui cependant n'avait rien à se reprocher, sinon d'être l'élu d'un pouvoir qui venait de s'écrouler, céda aux instances du chapitre et continua à résider à l'évêché. Il ne quitta la ville qu'au mois de mai 1816, « au grand regret de M. Mérault et de quelques autres pieux ecclésiastiques ». Il est à noter que le gouvernement royal ne reconnut pas le titre que les évêques nommés tenaient de Napoléon Ier, et que partout les chapitres, cédant à la double pression du moment, révoquèrent leurs pouvoirs. Un seul fut excepté, ce fut Jacques Raillon.
Ce fut sur l'invitation du grand-aumônier que l'évêque nommé quitta Orléans, et le roi lui accorda alors une pension de 2 000 francs qui fut depuis portée à 4 000. Raillon vint alors se fixer à Paris, auprès de l'église Saint-Sulpice, et vécut dans la retraite, s'occupant d'une Histoire de saint Ambroise, pour laquelle il se livra à de nombreuses recherches. Cet ouvrage, qui allait être imprimé, au moment de la mort de son auteur, devait former 2 volumes in-4°. Plusieurs personnes, auxquelles il en avait lu des fragments, ont assuré qu'il faisait connaître parfaitement l'archevêque de Milan, ses écrits et son siècle. L'abbé Molroguier, neveu de Raillon, avait été chargé de surveiller l'impression de cet ouvrage ; mais il meurt le 12 décembre 1838 et cette publication n'eut jamais lieu. La famille disposa du manuscrit en faveur du séminaire de Saint-Sulpice.

### Évêque de Dijon

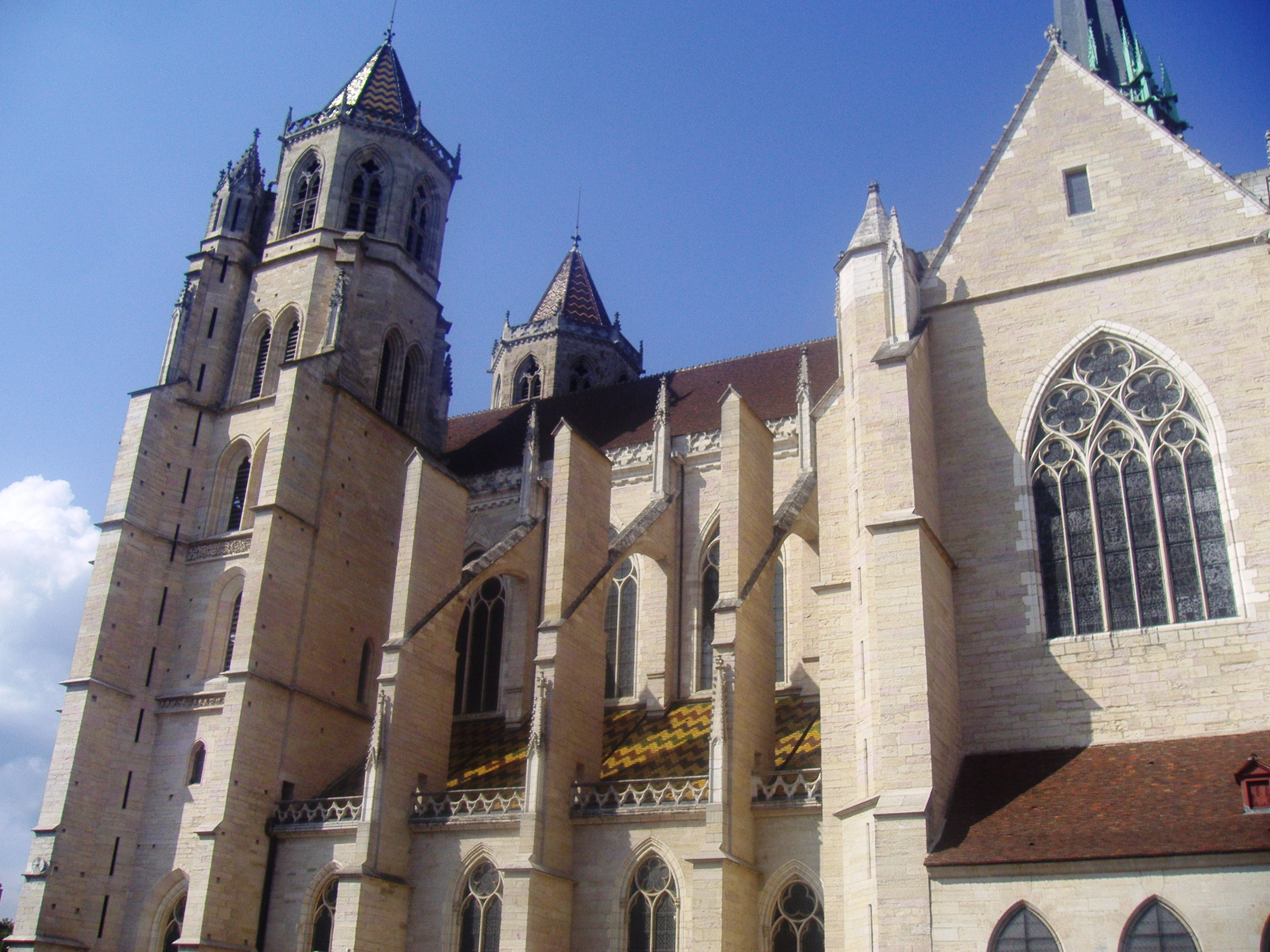
La cathédrale Saint-Bénigne de Dijon, siège du diocèse de Dijon.

Le 7 juin 1829, une ordonnance royale rendue sur le rapport de François-Jean-Hyacinthe Feutrier, évêque de Beauvais, alors ministre des Affaires ecclésiastiques, appela Raillon à succéder, sur le siège épiscopal de Dijon, à Martin de Boisville. On croit que Joseph Marie Portalis, à la famille duquel Raillon était resté fort lié, et qui était collègue de Feutrier dans le ministère, influa beaucoup sur ce choix. Quelques journaux publièrent, à cette occasion, des articles assez hostiles pour lui ; mais il protesta auprès de le cardinal Lambruschini, nonce du Saint-Siège qu'il n'avait point eu connaissance des brefs de Pie VII contre les administrations capitulaires, et il se soumit pleinement et par écrit aux décisions du Saint-Siège.
Préconisé dans le consistoire du 28 septembre, il fut sacré, après une retraite à Saint-Sulpice, dans la chapelle du séminaire, le 15 novembre suivant, par Denis Frayssinous, évêque d'Hermopolis (de), assisté de Jean-François-Étienne Borderies, évêque de Versailles, et de Louis-Charles-Jean-Baptiste Michel, évêque de Fréjus.
Sa lettre pastorale du 30 du même mois, pour son entrée dans le diocèse, parut d'un heureux augure, et plusieurs journaux citèrent des fragments de ce « magnifique mandement qui fut universellement admiré ». Comme il l'avait annoncé, le nouvel évêque s'appliqua « à faire fleurir la concorde et la paix dans son diocèse, et fut le premier modèle des vertus qu'il voulait inspirer ». Il réédifia complètement le séminaire, appela pour le seconder comme grand-vicaire, un homme distingué par son mérite, l'abbé Morlot, depuis cardinal, archevêque de Paris, opéra des réformes importantes, et, par une administration toute dirigée dans des vues de modération et de sagesse, il se concilia l'estime générale.
Raillon avait été installé dans la cathédrale de Dijon, le 29 janvier 1830, et, six mois après, jour pour jour, éclatait la révolution de Juillet 1830. Par une ordonnance du 14 décembre de cette année, qui ne fut rendue publique que le 1er février 1831, Louis-Philippe Ier le nomma à l'archevêché d'Aix, vacant par la mort de de Richery. Le prélat se décida tout de suite à quitter Dijon, et, à son départ, il reçut des autorités les témoignages les plus flatteurs d'estime et de regrets, et une médaille fut frappée pour perpétuer son souvenir.
Le séjour de Raillon à Paris fut plus long qu'il n'avait compté. Différentes circonstances, totalement étrangères à ce qui pouvait le concerner personnellement, retardèrent plus d'un an l'expédition de ses bulles. Ce délai tenait à la nomination de Guillon, faite un peu avant la sienne, pour l'évêché de Beauvais, et qui souffrit beaucoup de difficultés à Rome. l'abbé Guillon fut obligé de renoncer à sa nomination ; mais les négociations qui eurent lieu à ce sujet se prolongèrent, et ce ne fut que dans le consistoire du 24 février 1832, que Raillon fut préconisé pour Aix en même temps que d'Humières pour Avignon, et Rey pour Dijon. Il ne partit pour son diocèse qu'au mois de septembre suivant, et ce nouveau retard tint à l'embarras où fut longtemps Rey pour se faire sacrer. Ce prélat était grand-vicaire capitulaire à Aix, sa ville natale, et Raillon, par une suite de son esprit de modération, ne voulut pas se rendre dans cette ville tant que Rey dirigeait l'administration du diocèse. De plus, lui-même éprouva quelques difficultés pour le choix de ses grands-vicaires, tous deux ecclésiastiques estimables, précédemment grands-vicaires de ses prédécesseurs, et que Rey avait fait éliminer. Il n'obtint qu'avec peine qu'ils fussent agréés, et ce ne fut qu'après avoir énergiquement représenté que la continuité de leur disgrâce rejaillirait sur lui, et nuirait au succès de son ministère dans un pays où ils jouissaient de la considération générale.

### Archevêque d'Aix-en-Provence

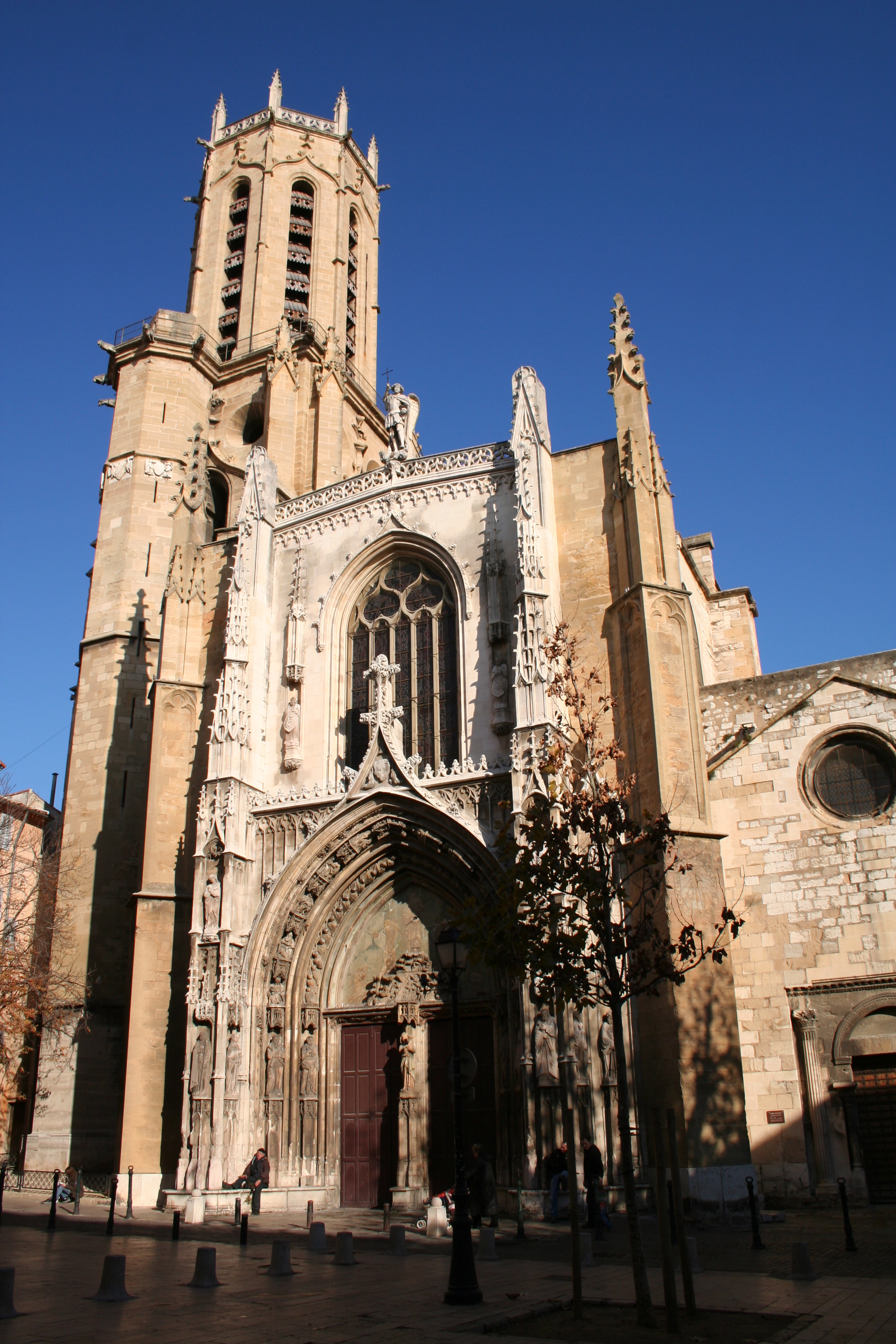
La Cathédrale Saint-Sauveur d'Aix-en-Provence, siège de l'archidiocèse d'Aix-en-Provence.

La conduite du prélat fut la même à Aix qu'à Dijon. Il accueillait parfaitement son clergé, savait, par son zèle et son esprit conciliant, ménager toutes les opinions, partageant son temps entre l'administration du diocèse et son travail sur saint Ambroise. Il s'occupa de ranimer les études dans la faculté de théologie, soutint vigoureusement les Jésuites qui portaient ombrage au nouveau pouvoir, et lorsque l'administration municipale d'Aix, qui n'osait se défaire ouvertement des frères des Écoles chrétiennes, eut diminué leur traitement pour ériger une école d'enseignement mutuel, le prélat créa une commission formée des personnages les plus considérables de la ville, provoqua une collecte en faveur des disciples de saint Jean-Baptiste de La Salle, et parvint ainsi du moins à rendre leur position supportable.
En 1834, la santé de Raillon parut s'altérer. Les soins de l'administration, les détails d'une correspondance qu'il faisait presque seul, son Histoire de saint Ambroise qu'il voulait terminer, lui avaient occasionné quelque fatigue. On lui conseilla de prendre l'air de la campagne ; il loua, en conséquence, une maison à peu de distance d'Aix. Sa santé y déclina encore, au lieu de se fortifier ; les médecins l'envoyèrent à Hyères dont le doux climat devait, disaient-ils, apporter quelque soulagement à ses douleurs cruelles. Mais déjà la poitrine était fort affectée, et le mal ne fit qu'empirer. Sentant approcher sa fin, l'archevêque demanda les sacrements de l'Église, et les reçut avec la foi la plus vive, avec la plus parfaite résignation. Il meurt le 13 février 1835, à l'âge de soixante-douze ans et six mois. Ce fut une grande perte pour le diocèse d'Aix, où son esprit, sa prudence et son caractère conciliant auraient pu rendre encore de grands services.
Après la mort de l'archevêque, son corps fut mis dans un cercueil de plomb et transporté à Aix, où il arriva le jeudi 19 février au soir. Le lendemain, un service solennel fut célébré dans l'église métropolitaine ; Casanelli d'Istria, évêque d'Ajaccio, qui se trouvait à Aix, y officia, et l'abbé Gai, grand-vicaire lut un Mandement qui ordonnait des prières pour le prélat défunt, qu'on inhuma dans le caveau des archevêques d'Aix (baptistère de la cathédrale Saint-Sauveur). Le chapitre avait nommé pour grands-vicaires pendant la vacance du siège, Boulard, Gai et Abel, vicaires généraux de Raillon, Bony, supérieur du grand séminaire, et Honorat, chanoine. Ils donnèrent une marque signalée de leur respect pour la mémoire de leur archevêque : ayant trouvé dans ses papiers un projet de Mandement pour le carême qui approchait, ils le firent entrer dans le Mandement qu'ils publièrent à l'ouverture de la sainte quarantaine. C'était en quelque sorte le testament spirituel du prélat, et la preuve que son diocèse avait été le dernier objet de ses pensées et de sa sollicitude.
À Dijon, un service fut célébré pour lui dans la cathédrale, et à Orléans même où l'on avait contesté le pouvoir qu'il tenait, on rendit justice à son caractère modéré, et son éloge fut entendu dans la chaire.
Vers 1860, la défense de la mémoire de l'ancien évêque d'Orléans fut l'occasion d'une joute épistolaire entre Dupanloup (1849-1878), évêque d'Orléans (1849-1878), et Jacques, baron Molroguier (né le 19 février 1802 - Bourgoin-Jallieu, Isère), proviseur du lycée de Clermont et petit-neveu de Raillon. L'attaque de Dupanloup, eut alors un grand retentissement dans la presse française, et donna lieu à la publication d'une brochure intitulée : Jacques, baron Molroguier, Monseigneur Raillon et Monseigneur Dupanloup : de la légitimité des administrations capitulaires des évêques nommés, vol. in-8°, E. Dentu, 1860, 80 p. (lire en ligne).

## Lignée épiscopale
Jacques Raillon fut sacré le 15 novembre 1829 par Denis-Antoine-Luc de Frayssinous, évêque d'Hermopolis (de), assisté de Jean-François-Étienne Borderies (évêque de Versailles), et de Louis-Charles-Jean-Baptiste Michel (évêque de Fréjus).
1. Jacques Raillon (1829) ;
2. Denis-Antoine-Luc de Frayssinous (1822) ;
3. Gustave-Maximilien-Juste de Croÿ-Solre (1820) ;
4. Jean-Charles de Coucy (1790) ;
5. Antonio Dugnani (1785) ;
6. Carlo Rezzonico (Jr.) (1773) ;
7. Giovanni Francesco Albani (1760) ;
8. Carlo della Torre di Rezzonico (1743), pape sous le nom de Clément XIII ;
9. Prospero Lorenzo Lambertini (1724), pape sous le nom de Benoît XIV ;
10. Pietro Francesco Orsini de Gravina, en religion Vicenzo Maria Orsini, O.P. (1675), pape sous le nom de Benoît XIII ;
11. Paluzzo Paluzzi Altieri degli Albertoni (1666) ;
12. Ulderico Carpegna (1630) ;
13. Luigi Caetani (1622) ;
14. Ludovico Ludovisi (1621) ;
15. Galeazzo Sanvitale (1604) ;
16. Girolamo Bernerio, O.P. (1586) ;
17. Giulio Antonio Santorio (1566) ;
18. Scipione Rebiba.

## Œuvres
Jacques Raillon est l'auteur de :
- Le temple de l'amitié, A. Zatta et Fils, 1795, 50 p. (lire en ligne) ;
- Idylles, vol. in-24, Ve Nyon, an xii (1803), 176 p. (lire en ligne) ;

- Discours pour la solennité du 15 août 1809, prononcé dans l'église métropolitaine de Paris, impr. de Le Normant, 24 p. (lire en ligne) ;
- Mandements et lettres circulaires, 1810 (lire en ligne) ;
- Discours prononcé aux obsèques de M. le Cte de Fleurieu, dans l'église souterraine de Sainte-Geneviève, 1810, 4 p. (lire en ligne) ;
- Mandement pour le Carême, Rouzeau-Montaut, 1811, 8 p. (lire en ligne) ;
- Mandement qui ordonne que le Te Deum sera chanté dans toutes les églises du diocèse en action de graces de la naissance de sa majesté le roi de Rome, 1811, 7 p. (lire en ligne) ;
- Mandement portant que le Te Deum sera chanté dans toutes les églises du diocèse en action de grace des victoires remportées sur la Russie par Sa Majesté l'Empereur et Roi, Rouzeau-Montaut, 1812, 8 p. (lire en ligne) ;
- Mandement portant que le Te Deum sera chanté solonnellement dans l'église cathédrale & dans toutes les églises du diocèse, en action de grace pour la victoire remportée à Lutzen le 2 mai 1813, sur les Russes et les Prussiens, par l'armée française sous le commandement immédiat de S.M. l'Empereur et Roi, Rouzeau-Montaut, 1813, 7 p. (lire en ligne) ;
- Mandement portant que le Te Deum sera chanté solonnellement dans l'église cathédrale & dans toutes les églises du diocèse, en action de grace pour les victoires remportées le 26 et le 27 août dernier, par l'armée française sous le commandement immédiat de S.M. l'Empereur et Roi, Rouzeau-Montaut, 1813, 3 p. (lire en ligne) ;
- Mandement pour le Carême, Huet-Perdoux, 1814, 8 p. (lire en ligne) ;
- Discours prononcé à la messe du Saint-Esprit pour la rentrée de la Cour royale d'Aix, le 13 novembre 1832, impr. de Pontier fils aîné, 1832, 8 p. (lire en ligne) ;

- Sa Lettre pastorale du 17 juillet 1832, ses Mandements pour les carêmes de 1833 et 1834, « étaient autant remarquables par la sagesse des conseils et par l'élévation des pensées que par le mérite d'un style toujours élégant et pur[2]. »
- Mandement du 28 novembre 1833 pour le jubilé :

« J'ai beaucoup connu et beaucoup aimé Mgr Raillon, quoiqu'il soit resté bien peu de temps au milieu de nous. C'était un homme de beaucoup d'esprit et d'un esprit très cultivé. Je n'étais pas son secrétaire. J'étais le secrétaire de l'archevêché ; M. l'abbé Figuier, qui est aujourd'hui chanoine d'Aix, était plus particulièrement attaché à sa personne. Mgr Raillon a laissé quelques ouvrages imprimés, fruits de sa jeunesse. Il en parlait peu. C'étaient des églogues, des apologues dans le genre de Gessner. Il avait publié cela au retour de l'émigration. L'ouvrage capital de Mgr Raillon, celui auquel il avait consacré les plus belles années de sa vie, c'était l'histoire de saint Ambroise. L'ouvrage était fini et prêt à être livré à l'impression, quand il est mort. Les difficultés de sa succession n'ont pas permis aux héritiers de s'occuper de la publication de ce livre. C'est très regrettable, l'ouvrage est excellent. Le succès aurait été assuré si on l'avait publié lorsque la mémoire de Mgr Raillon était vivante. Encore aujourd'hui, je crois qu'il réussirait. J'avais voulu moi-même m'occuper de cette publication, après la mort de Mgr Raillon. II y eut des obstacles insurmontables dans l'état de la succession.
Je ne sais plus où sont aujourd'hui les manuscrits. Ils étaient alors à Lyon chez un notaire. »

— Lettre de Marie Dominique Auguste Sibour, archevêque de Paris, qui avait été précédemment secrétaire de quatre archevêques d'Aix, dont l'un, Jacques Raillon.

## Titre
- Baron Raillon et de l'Empire (lettres patentes signées à Paris le 23 décembre 1810).

## Distinctions
- Légion d'honneur :
  - Légionnaire (11 juin 1813[5]), puis,
  - Officier de la Légion d'honneur (13 mai 1831[2]).

## Armoiries
| Image | Armoiries |
| ----- | --- |
|       | Armes du baron Raillon et de l'Empire D'argent, à la bande d'azur chargée de trois colombes d'or ; franc-quartier des barons évêques., - Livrées : blanc, rouge, jaune. |
|       | Armes de l'archevêque d'Aix D'argent, à la bande d'azur, chargée de trois canettes aussi d'argent, au canton de gueules à une croix d'or, qui est le signe particulier des barons-évêques. OuD'argent à la bande d'azur chargée de 3 merlettes, « alias » canettes d'argent, « alias » colombes d'or ; au franc-canton des barons-évêques. |